# Блоква
Блоква — житловий район міста Первомайськ Миколаївської області, Україна. Розташований поблизу мікрорайону Фрегат та району Третьої Мельниці.

## Історія та розвиток
Район Блоква сформувався в процесі розширення міста Первомайськ, яке утворилося шляхом об'єднання трьох населених пунктів: Ольвіополя, Богополя та Голти. Завдяки близькості до промислових об'єктів та транспортних вузлів, район став привабливим для проживання працівників місцевих підприємств.

## Вулиці та забудова
У Блокві розташовані такі вулиці: 8 Березня, Садова, Жасминова, Калинова, Фабрична, Андрєєва, Булгакова, Яблунева, Ольвіопольська, Максима Рильського та Кооперативна. Забудова району представлена переважно приватними житловими будинками, що створює затишну атмосферу для мешканців.

## Освіта
У безпосередній близькості до району Блоква розташована Первомайська гімназія №6, яка надає освіту І-ІІ ступенів та має комунальну форму власності.

## Інфраструктура та підприємства
У районі функціонує споживчий кооператив "Блоква", зареєстрований за адресою: вулиця 17 Партз'їзду, будинок 16-А. Крім того, в Блокві розташовані різноманітні заклади торгівлі та обслуговування, що забезпечують потреби місцевих жителів.

## Культура та освіта
Завдяки близькості до центральної частини міста, мешканці Блокви мають доступ до освітніх та культурних закладів Первомайська, включаючи школи, бібліотеки та будинки культури.

## Транспортне сполучення
Район має зручне транспортне сполучення з іншими частинами міста, що забезпечує комфортне пересування мешканців.